# Movimenti per pianoforte e orchestra
I Movimenti per pianoforte e orchestra (Movements) sono una composizione di Igor' Fëdorovič Stravinskij appartenenti al periodo seriale dell'autore e si possono considerare come un omaggio alla musica di Anton Webern.

## Storia
Nel 1958 l'industriale svizzero Karl Weber commissionò a Stravinskij una composizione per pianoforte e orchestra per la moglie, la pianista Margrit Weber. Il compenso sarebbe stato di quindicimila dollari esentasse; le condizioni richieste da Weber prevedevano che la moglie potesse avere i diritti esclusivi sul lavoro per un anno e che l'opera fosse diretta dallo stesso Stravinskij o, al limite, da Ferenc Fricsay. Il musicista accettò l'incarico il 16 marzo rispondendo a Weber che la composizione avrebbe richiesto circa un anno per la realizzazione. L'idea per questo lavoro venne a Stravinskij a Venezia mentre erano in atto le prove per Threni poiché, proprio in quest'opera, il compositore sperimentò nuovi posizionamenti delle singole parti vocali e strumentali per ottenere diversi insiemi di voci e strumenti. Questa individuazione di particolari gruppi timbrici nell'ambito dell'orchestra è in effetti alla base della scrittura dei Movimenti. Il lavoro fu terminato a Los Angeles il 30 luglio del 1959 e dedicato a Margrit Weber che lo eseguì in prima esecuzione a New York il 16 gennaio 1960 al Town Hall con la direzione dell'autore. 

## Analisi
Stravinskij stesso definì i  Movimenti come l'opera più complessa da lui composta, non solo per la costruzione, ma anche per la parte ritmica ritenendola quella più avanzata da lui scritta fino a quel momento. Il lavoro si articola in cinque brevi movimenti separati da quattro interludi per sola orchestra; i cinque episodi non hanno denominazione ma sono solo indicati con numeri romani. In tutto la composizione dura tra gli otto minuti e mezzo e i dieci. L'adesione al metodo seriale è qui totale e segue la formula classica realizzata da  Schönberg,  ma non segue lo stesso metodo che in realtà non consente di realizzare uno sviluppo al di fuori della serie utilizzata. L'utilizzazione integrale del metodo seriale è giunto a tal punto nei Movements che, nello scoprire ed utilizzare sempre più nuove combinazioni seriali, Stravinskij a settantasei anni si avvicina notevolmente alla giovane avanguardia musicale che va oltre i traguardi raggiunti da Webern

## Organico
Pianoforte solista, due flauti (il secondo anche ottavino), oboe, clarinetto in Si bemolle, clarinetto basso, corno inglese, fagotto, due trombe in Si bemolle, tre tromboni (due tenori, uno basso), celesta, arpa, archi.

## Realizzazione coreografica
Nell'aprile del 1963 George Balanchine realizzò, con il New York City Ballet, la coreografia per un balletto sulla musica dei Movements che ha lo stesso titolo del brano musicale. La prima rappresentazione avvenne al New York City Center, il 9 aprile 1963; interpreti principali furono Suzanne Farrell e Jacques d'Amboise. Il balletto, senza una trama, è stato concepito da Balanchine per una coppia di danzatori solisti più sei ballerine. Il balletto viene solitamente eseguito insieme alla realizzazione coreografica che lo stesso Balanchine creò nel 1960 sulla musica del Monumentum pro Gesualdo da Venosa ad CD Annum.